# Horror folk

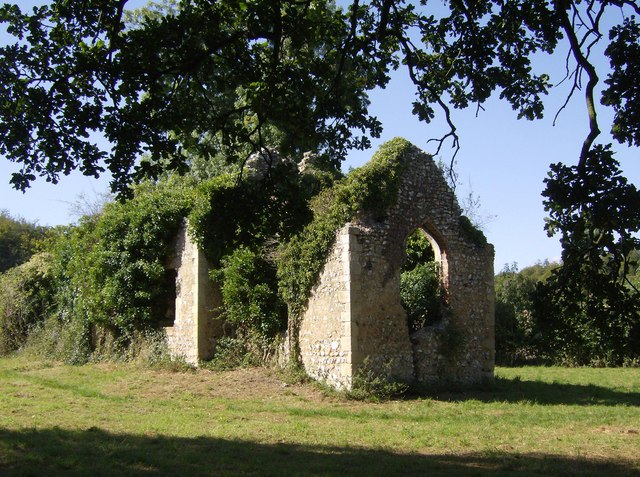
L'església en ruïnes de Saint James a Bix Bottom va ser un dels escenaris de The Blood on Satan's Claw

L'horror folk és un subgènere del cinema i la literatura de terror que utilitza elements del folklore per a invocar la por i el pressentiment. Les característiques més comunes són l'aïllament en un entorn rural i temes com la superstició, la religiositat popular, el paganisme, el sacrifici i els aspectes més obscurs de la natura. Tot i que està relacionat amb el cinema de terror sobrenatural, l'horror folk se centra sovint en les creences i les accions de les persones més que en allò sobrenatural, i són habituals els forasters ingenus que s'hi enfronten. Les pel·lícules britàniques Witchfinder General (1968), The Blood on Satan's Claw (1971) i The Wicker Man (1973) en són considerades pioneres, mentre que la pel·lícula Midsommar del 2019 va aconseguir despertar un renovat interès pel gènere. El cinema del sud-est asiàtic també ha conreat l'horror folk.

## Literatura
L'evolucionisme sociocultural d'Edward Burnett Tylor i James George Frazer i la hipòtesi del culte a les bruixes de Margaret Murray van influir en una sèrie d'escriptors victorians i eduards que van introduir idees de supervivència pagana a les seves obres. A la revista Hellebore, Maria J. Pérez Cuervo cita Pallinghurst Barrow (1892) de Grant Allen, Witch Wood (1927) de John Buchan i Randall's Round (1929) d'Eleanor Scott com a primers exemples de ficció d'horror folk. Cuervo argumenta que, seguint la popularitat de les teories paganes, la weird fiction i la ficció sobrenatural presentaven les zones rurals com «el domini de forces irracionals que només es podien apaivagar amb certs rituals», sovint implicant sacrificis animals o humans. Robin Redbreast (1970), produïda tres anys abans que The Wicker Man, manlleva aspectes de La Branca Daurada, i el text de Frazer és citat per un dels personatges, Mr Fisher, com a font autoritzada. 
The Lottery (1948) de Shirley Jackson va ser descrit a The Irish Times com «probablement el text de terror popular estatunidenc més influent».

## Orígens del terme
El terme «folk horror» va ser utilitzat l'any 1970 a la revista de cinema Kine Weekly pel crític Rod Cooper descrivint el rodatge de The Devil's Touch, una pel·lícula que després passaria a titular-se The Blood on Satan's Claw. El director de The Blood on Satan's Claw, Piers Haggard, va adoptar la frase per a descriure la seva pel·lícula en una entrevista retrospectiva del 2004 a la revista Fangoria. A l'entrevista Haggard assenyala com la seva pel·lícula contrastava amb les pel·lícules de terror gòtiques populars durant la dècada anterior:
Vaig créixer en una granja i és natural que utilitzi el camp com a símbol o com a imatge. Com que es tractava d'una història sobre persones subjectes a supersticions sobre el fet de viure al bosc, la seva poesia obscura em va atreure de seguida. Suposo que estava intentant fer una pel·lícula d'horror folk, no m'agradava gaire l'estil Hammer rural, no era per a mi.
El terme va ser popularitzat posteriorment per l'escriptor i actor Mark Gatiss a la sèrie documental de la BBC de 2010 A History of Horror (episodi 2, «Home counties horror») en què va citar tres pel·lícules de producció britànica: Witchfinder General (Michael Reeves, 1968), The Blood on Satan's Claw (Piers Haggard, 1971) i The Wicker Man (Robin Hardy, 1973) com a obres que defineixen el gènere.

## Cinema
Adam Scovell, del British Film Institute, descriu tres pel·lícules de finals de la dècada del 1960 i principis de la dècada del 1970 com a unholy trinity de l'horror folk, les abans esmentades The Blood on Satan's Claw, Witchfinder General i The Wicker Man, i afirma que subverteixen les expectatives, tenint poc en comú excepte el seu to nihilista i l'entorn rural, subratllant l'«èmfasi en el paisatge que posteriorment aïlla les seves comunitats i individus». A més, suggereix que l'auge del gènere en aquesta època es va inspirar en la contracultura dels anys 1960 i el moviment new-age.
Matthew Sweet, al documental Black Aquarius, observa que el moviment contracultural de finals dels anys 1960 va conduir al que anomena una «segona gran onada d'ocultisme pop» que va impregnar la cultura popular, amb moltes obres de cinema i televisió que contenien elements folklòrics o rituals.

Alguns exemples de pel·lícules de terror folk dels Estats Units d'Amèrica són Crowhaven Farm (1970), The Dark Secret of Harvest Home (1978) i Children of the Corn (1984), una adaptació del conte de 1976 de Stephen King. Les pel·lícules més recents del gènere inclouen The Witch (2015), Apostle (2018), Midsommar (2019), The Feast (2021), Lamb (2021) i Men (2022).

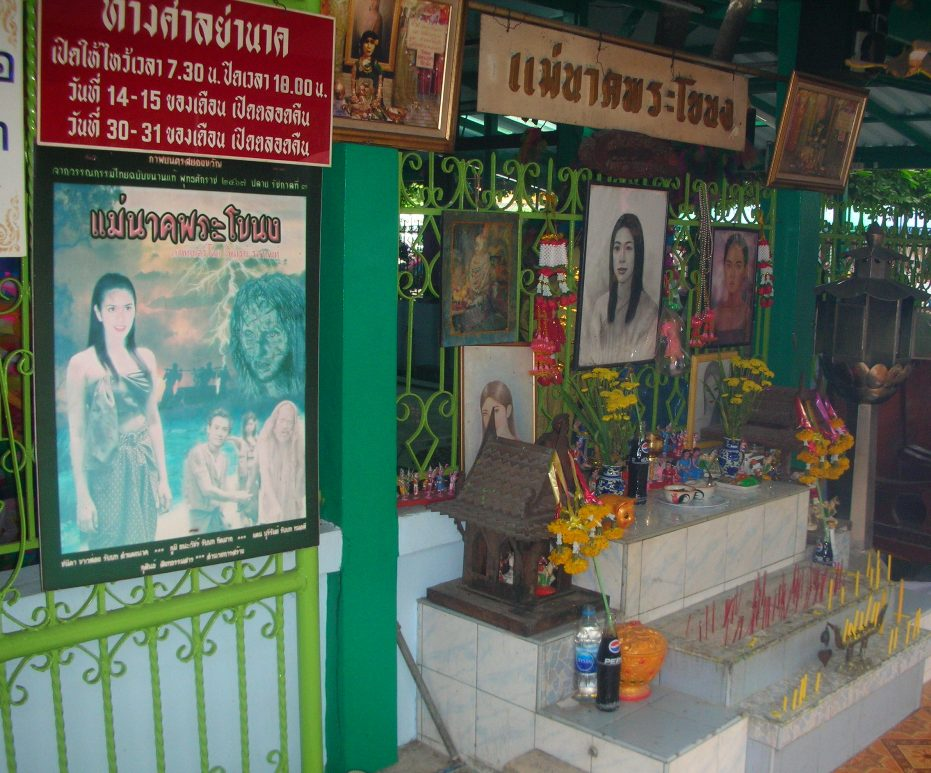
Un santuari dedicat a Mae Nak Phra Khanong a Bangkok, un fantasma de la cultura popular tailandesa que ha inspirat diverses pel·lícules de terror.

Les pel·lícules de terror del sud-est asiàtic s'han basat amb freqüència en les creences populars locals de les cultures indonèsia, tailandesa, malaia i diak, com per exemple Nang Nak (1999) i Pontianak (2004) en el cas de Tailàndia, o les pel·lícules de terror indonèsies Pengabdi Setan (1980) i Leák (1981).
Adam Scovell cita un primer exemple com la pel·lícula de terror finlandesa de 1952 Valkoinen peura, en què una núvia solitària es transforma en un ren vampíric, una idea derivada de la mitologia finesa i del xamanisme sami.